# アッキネーニ・ナーガールジュナ
アッキネーニ・ナーガールジュナ（Akkineni Nagarjuna、1959年8月29日 - ）は、インドのテルグ語映画、ヒンディー語映画で活動する俳優、映画プロデューサー、テレビ番組司会者、実業家。ナンディ賞、フィルムフェア賞、国家映画賞など数多くの映画賞を受賞しており、1996年に製作した『Ninne Pelladata』では国家映画賞 テルグ語長編映画賞を受賞した。実業家としてアンナプルナ・スタジオ、アンナプルナ国際映画メディア学校を経営している。

## 生い立ち
1959年にテルグ語映画のスター俳優アッキネーニ・ナゲシュワラ・ラオの息子としてチェンナイに生まれる。アッキネーニ一家はハイデラバードに移住し、ナーガールジュナはハイデラバード公立学校とリトルフラワー・ジュニア・カレッジを卒業した。その後はアンナ大学の首席構成校グインディ工科大学に1年間在籍してエンジニアの学士号を取得した。また、東ミシガン大学に留学して機械工学の学士号を取得している。
1984年にテルグ語映画界の重鎮ダッグバーティ・ラーマナイドゥの娘ラクシュミー・ダッグバーティと結婚して息子ナーガ・チャイタニヤをもうける。1990年にラクシュミーと離婚し、アマラ・ムカルジーと再婚して息子アキル・アッキネーニをもうけた。

## キャリア
1961年に『Velugu Needalu』に幼児として出演し、1968年には『Sudigundalu』に子役として出演した。両作は共にアードゥルティ・スッバ・ラオが監督、父ナゲシュワラ・ラオが主演を務めている。1986年にV・マドゥスーダン・ラオの『Vikram』で主演俳優デビューした。同作はヒンディー語映画『Hero』のリメイクであり、興行的な成功を収めた。続いてダサリ・ナーラーヤナ・ラーオの『Majnu』に出演し、ナーガールジュナは悲観に暮れる男性役を演じて高い評価を得た。1987年にギータ・クリシュナの『Sankeertana』に出演し、同作は物語とイライヤラージャーの音楽が高く評価された。
1988年にK・ラーガヴェンドラ・ラーウのブロックバスター映画『Aakhari Poratam』に出演してシュリデヴィ、スハーシニ・マニラトナムと共演した。同年に『Janaki Ramudu』でヴィジャヤシャーンティと共演しており、興行的な成功を収めた。1989年にマニラトナムの『Geethanjali』に出演し、同作は国家映画賞 健全な娯楽を提供する大衆映画賞を受賞した。同年にはラーム・ゴーパール・ヴァルマの監督デビュー作『Siva』に出演した。同作の成功により、主演を務めたナーガールジュナはテルグ語映画のスター俳優の地位を確立した。1990年には同作をリメイクした『Shiva』にも出演し、ヒンディー語映画デビューを果たした。1991年には『Jaitra Yatra』に出演し、批評家から演技を高く評価された。その後は『Prema Yuddham』『Iddaru Iddare』に出演するが興行的に恵まれず、1991年に出演したプリヤダルシャンの『Nirnayam』で再びヒットを記録した。
その後、ナーガールジュナはファーシルの『Killer』、クランティ・クマールの『Neti Siddhartha』などのヒット作に続けて出演した。彼は様々な役を実験的に演じることから「セルロイドの科学者」と呼ばれている。この時期の代表作には『President Gari Pellam』『Varasudu』『Gharana Bullodu』『Allari Alludu』などがある。1995年にマヘーシュ・バットのヒンディー語・テルグ語で製作された『Criminal』に出演した。E・V・V・サティヤーナーラーヤナの『Hello Brother』に出演し、同作は1997年に『踊るツインズ』としてヒンディー語映画にリメイクされた。1996年にクリシュナ・ヴァムシーの『Ninne Pelladata』でプロデューサーを務め、国家映画賞 テルグ語長編映画賞とフィルムフェア賞 テルグ語映画部門作品賞を受賞した。1997年には『Annamayya』で15世紀のテルグ人の歌手・詩人のアンナマーチャールヤを演じ、フィルムフェア賞 テルグ語映画部門主演男優賞とナンディ賞 主演男優賞を受賞した。
2000年代には『Santosham』『Manmadhudu』『Sivamani』などに出演した。2003年に『Satyam』、2004年に『Mass』、2005年に『Super』でそれぞれプロデューサーを務めている。2006年には『Sri Ramadasu』で父ナゲシュワラ・ラオと共演している。同作でナーガールジュナはナンディ賞主演男優賞を受賞している。2007年にラガヴァ・ローレンスの『Don』に出演し、2008年には『King』でトリシャー・クリシュナン、シュリハリと共演した。
2010年に『Kedi』『Ragada』に出演した。2011年には『Payanam』『Rajanna』、2012年に『Damarukam』『Shirdi Sai』に出演した。2013年に『Greeku Veerudu』でナヤンターラと共演し、主演を務めた『Bhai』は興行的に失敗している。2014年にヴィクラム・クマールの『Manam』に出演し、映画はブロックバスターを記録した。また、2016年に出演した『Soggade Chinni Nayana』はナーガールジュナの主演作の中で最大のヒット作の一つとなった。同年に出演した『Oopiri』もヒットを記録したが、2017年に出演した『Om Namo Venkatesaya』の評価は平均的な結果に終わっている。同年に出演した『Raju Gari Gadhi 2』の興行成績も芳しくなく、2018年に出演した『Officer』では批評家から酷評され、ナーガールジュナにとって最大の失敗作に位置付けられている。同年には『Devadas』でナーニ、ラシュミカー・マンダンナ、アーカンクシャー・シンと共演し、興行成績は平均的な結果に終わった。

## 映画以外の活動

### テレビ
2009年放送のメロドラマ『Yuva』で初めてテレビ番組のプロデューサーを務めた。以前はマーTVの大株主だったが、スター・ネットワークに買収された際に株を放棄している。ナーガールジュナは『コウン・バネーガー・カロールパティ」のテルグ版番組を製作し、2014年6月9から8月7日にかけて第1シーズン、同年12月9日から2015年2月27日にかけて第2シーズンが放送された。2015年に『Meelo Evaru Koteeswarudu』でエンターテインメント・リーダー・アワードを受賞した。2019年に『ビッグ・ボス・テルグ3』を製作した。

### 実業家
2013年以来、ナーガールジュナはムンバイ・マスターズ（スニール・ガヴァスカールと共同）、マーヒー・レーシングチーム・インディア（マヘンドラ・シン・ドーニと共同）の所有者だった。また、テランガーナ州、アーンドラ・プラデーシュ州のカリヤーン・ジュエラーズのスポンサーも務めている。2012年と2013年にはフォーブス・インディアの「今年のセレブリティ100人」でそれぞれ36位、43位に選ばれた。ケーララ・ブラスターズFCの共同所有者の一人でもある。

### 慈善活動
妻アマラと共に動物福祉団体ブルー・クロス・オブ・ハイデラバードを設立し、共同代表を務めている。また、マーTV協会が実施している福祉活動にも関わっており、エイズ啓発キャンペーンのブランド大使を務めており、2010年にはスタンフォード大学で設立されたNPO団体ティーチAIDSのアニメーション・ソフトウェア・チュートリアルに出演している。